# Suosaari (ö i Finland, Norra Savolax, Kuopio, lat 62,98, long 27,35)
Suosaari är en ö i Finland. Den ligger i sjön Haaringainen och i kommunen Kuopio i den ekonomiska regionen  Kuopio ekonomiska region  och landskapet Norra Savolax, i den centrala delen av landet, 300 km norr om huvudstaden Helsingfors. Öns area är 0,5 hektar och dess största längd är 100 meter i sydväst-nordöstlig riktning.